# Socha na památku Telesfora Brava
Socha na památku Telesfora Brava, španělsky Escultura en memoria de Telesforo Bravo nebo Centenario del nacimiento de Telesforo Bravo, je abstraktní ocelová a lávová plastika a busta, která je umístěná u návštěvnického centra Centro de Visitantes de Cañada Blanca v Národním Parku Teide. Nachází se také v osadě Cañada Blanca v obci La Orotava v comarce Valle de Orotava na ostrově Tenerife v provincii Santa Cruz de Tenerife na Kanárských ostrovech ve Španělsku.

## Historie a popis
Netradiční plastika ztvárňuje místního rodáka, předního vědce, geologa a učitele na Kanárských ostrovech, kterým byl Telesforo Bravo Expósito (1913-2002). Vytvořil ji sochař Luis Alonso a byla odhalena 25. října 2014. Dílo jako kompasová růžice symbolicky tvoří siluetu hlavy Telesfora Brava a tvoří ji 4 ocelové desky. Každá z těchto spojených desek představuje profil hlavy a má výšku 2,60 m, šířku 1,80 m a tloušťku 1,2 cm. V průsečíkové úsečce desek hlavy je oválný otvor ve kterém je umístěna sopečná puma znázorňující lidský mozek, tj. vědomosti, které uznávaný Telesforo Bravo šířil do celého světa. Busta je umístěna na 0,8 m vysokém soklu ve tvaru nízkého kvádru, který je obložený červeným kamenem z Národního parku Garajonay ze sousedního ostrova La Gomera. Ma místě je také informační tabule.

### Nápis na soklu
Na soklu je umístěna pamětní deska s nápisem:
| „ | CENTENARIO DEL NACIMIENTO DE TELESFORO BRAVO AUTOR: LUIS ALONSO Villa de La Orotava a 25 de Octubre de 2014 | STÉ VÝROČÍ NAROZENÍ TELESFORA BRAVA AUTOR: LUIS ALONSO Villa de La Orotava a 25. října 2014 | “ |

## Další informace
Dílo je celoročně volně přístupné.

## Galerie

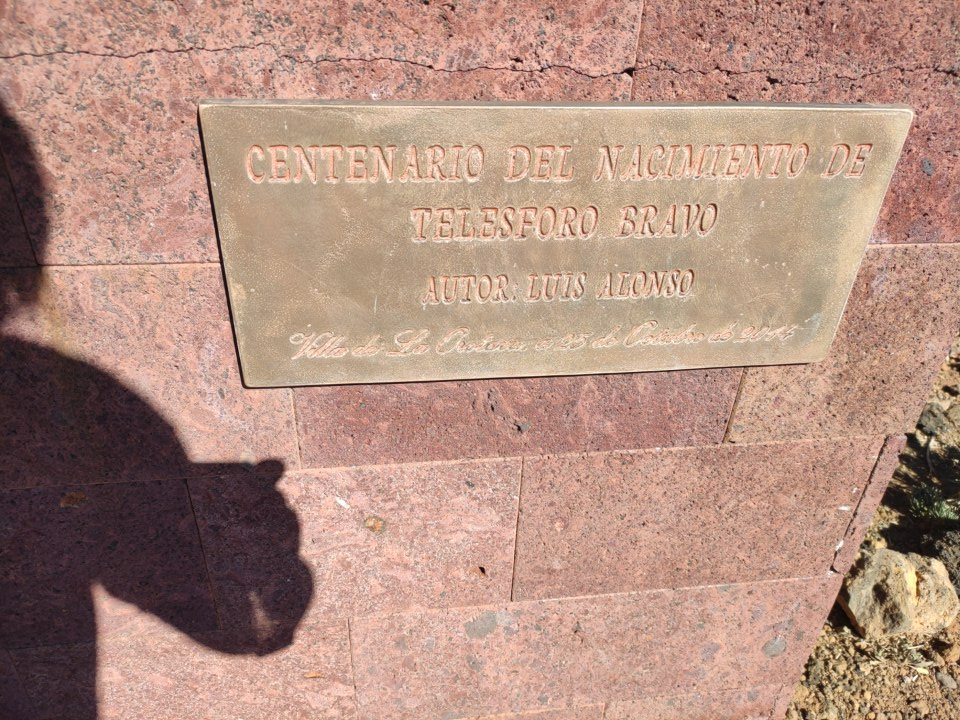
Pamětní deska umístěná na díle
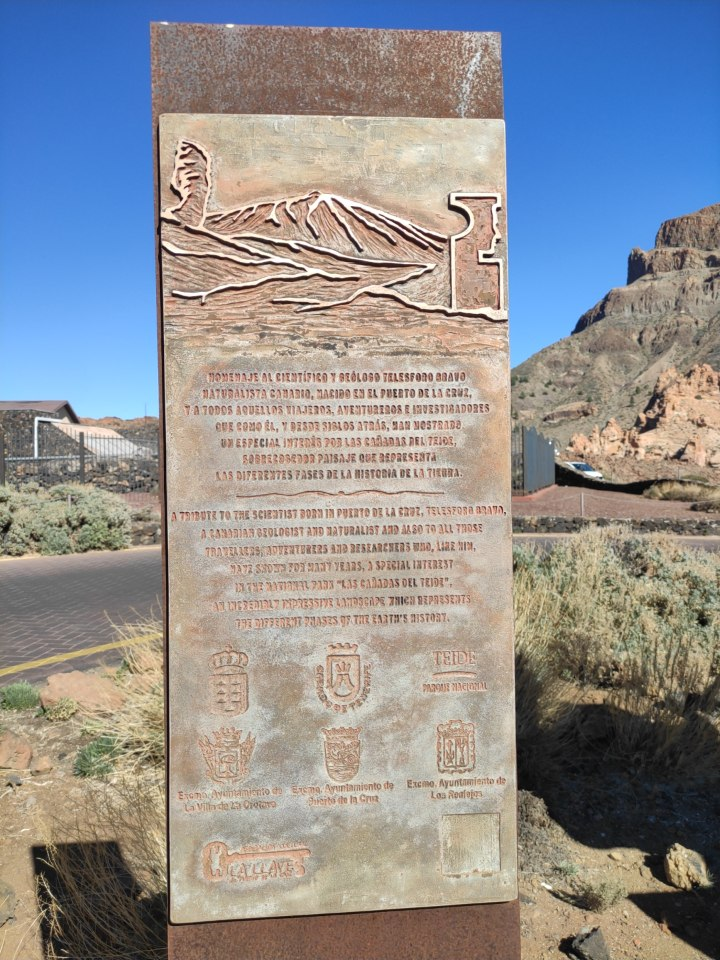
Informační panel u díla